# Nik Abdul Aziz Nik Mat
Nik Abdul Aziz Nik Mat (Kota Bharu, 10 gennaio 1931 – Kota Bharu, 12 febbraio 2015) è stato un politico malese e ʿulamāʾ musulmano.
È stato il primo ministro del Kelantan (in malese: Menteri Besar) da 1990 - 2013 e Mursyidul Am (leader spirituale) del Partito Islamico Panmalese (PAS) dal 1991 fino alla sua morte.

## Biografia
Nik Aziz è nato il 10 gen 1931 a Pulau Melaka, Kota Bharu, Kelantan. Era il secondo figlio di nove fratelli.

## Educazione
- Sekolah Kebangsaan Kedai Lalat, Kelantan (3 anni) – 1936
- Sekolah Pondok Tok Kenali, Kubang Kerian, Kelantan
- Sekolah Pondok Tok Guru Haji Abbas, Besut, Terengganu
- Darul Uloom Deoband, Uttar Pradesh, India
- Università di Lahore, Pakistan
- Università al-Azhar, Egitto - laurea in arabo
- Università al-Azhar, Egitto - Maestri in Fiqh

## Morte
È morto nella sua casa di Pulau Melaka, Kota Bharu, il 12 febbraio 2015, all'età di 82 anni, a causa di un carcinoma della prostata.